# محوطه ۳۷ قمرود
محوطه ۳۷ قمرود مربوط به هزاره ۶ تا ۴ قبل از میلاد است و در شهرستان قم، بخش مرکزی، روستای البرز واقع شده و این اثر در تاریخ ۱۲ بهمن ۱۳۸۱ با شمارهٔ ثبت ۷۰۴۵ به‌عنوان یکی از آثار ملی ایران به ثبت رسیده است.